# Алу (видовий заповідник)
Видови́й запові́дник А́лу (ест. Alu liigikaitseala) — природоохоронна територія в Естонії, у волості Тистамаа повіту Пярнумаа. У заповіднику діє старий режим охорони, затверджений ще в радянські часи.
Загальна площа — 3,7 га.
Заповідник утворений 27 вересня 1976 року.

## Розташування
Розташовується поблизу озера Тигела (Tõhela järv), на південний захід від села Алу.

## Опис
Об'єкт охорони — вид орхідних зозулині черевички справжні (Cypripedium calceolus). Цей вид відноситься до II природоохоронної категорії (Закон Естонії про охорону природи) та включений до переліку видів, що наведені в додатку до Директиви Європейського Союзу «Про збереження природних оселищ та видів природної фауни та флори» (Директива 92/43/ЄЕС, Додаток II).